# 台灣，中國陰影下的民主
《台灣，中國陰影下的民主》（法語：Taïwan, une démocratie à l'ombre de la Chine） 是一部2021年法國紀錄片。導演洛克·維茲 (Alain Lewkowicz)，探討台灣新世代數位參與式民主與來自中國的威脅並專訪「集無政府、跨性別與駭客於一身的」行政院政務委員唐鳳，介紹她把台灣打造為「世界直接民主實驗室」的計畫。。

## 劇情
台灣民主正面臨中國強大威脅。兩岸只隔了台灣海峽，文化歷史又相關，卻有截然不同的政治體制。中國全力壓迫台灣，但也因此啟發新一代台灣年輕人投身公共事務。導演聚焦在新世代如何用科技保衛台灣民主，包括駭客、訊息查核、遠距外交。不同於忙於經濟的上一代，年輕人已把民主視為理所當然，自由深印在他們DNA中，無可取代。面對極權中國，台灣如何扭轉局勢，維持民主，台灣人得不斷思考。

## 製作
導演洛克維茲（Alain Lewkowicz）從2000年總統大選就開始關注台灣民主與中國威脅，花了2年時間記錄台灣數位參與式民主。
洛克維茲說，這支紀錄片的目的，「就是要在世界地圖定位台灣，把台灣放在世界地圖上。過去我們一直以中國角度看台灣，而這支影片講台灣，或以台灣角度看中國，這樣才能把中國和它為世界帶來的威脅看得更清楚。」
洛克維茲指出：「而這部影片也呈現了台灣想作為台灣人，不願與中國連結的意志。我們知道國際組織目前不承認台灣，把台灣當中國的一部分，但現在我們看到，台灣跟中國不一樣，台灣是個不會放棄的民主體制。」
最後，洛克維茲感性說道：「台灣獨自面對世界，雖美國支持台灣，法德等國嘴上也說支持，但這些西方強權都很虛偽。若明日中國攻擊台灣而沒人站出來，對我來說，那就是人性的末路，是世界民主的窮途。」

## 播放
- 2021年入圍法國國際影音紀錄片（FIPADOC）競賽片
- 2021年於日內瓦舉辦國際電影節暨人權論壇（FIFDH）特別放映的紀錄片
- 2021年7月，紀錄片透過德法公共電視台（ARTE）平台對全歐洲播出。ARTE網站如此形容：「面對北京霸權，台灣人逐步建立了驚人的數位民主...一種未來政治。」。

## 資料來源
1. ↑  法國導演記錄新世代民主：把台灣放在世界地圖上 （页面存档备份，存于） 2021.8.16  自由時報
2. ↑  台灣vs中國：脆弱的民主 Taiwan vs China: A Fragile Democracy （页面存档备份，存于） 公視紀錄片平台 2020
3. ↑  法國導演記錄新世代民主：把台灣放在世界地圖上 （页面存档备份，存于） 2021.8.16 中央社